# Municipio Huayllamarca
Das Municipio Huayllamarca (auch: Santiago de Huayllamarca) ist ein Verwaltungsbezirk im Departamento Oruro im Hochland des südamerikanischen Anden-Staates Bolivien.

## Lage im Nahraum
Das Municipio Huayllamarca ist einziges Municipio in der Provinz Nor Carangas. Es grenzt im Norden an das Departamento La Paz, im Westen an die Provinz San Pedro de Totora, im Süden an die Provinz Carangas, im Südosten an die Provinz Saucarí und im Nordosten an die Provinz Cercado.
Zentraler Ort des Municipios und bevölkerungsreichste Ortschaft ist Huayllamarca (auch: Santiago de Huayllamarca) mit 352 Einwohnern (Volkszählung 2012) im nordwestlichen Teil des Municipios.

## Geographie
Huayllamarca liegt zwischen den andinen Höhenzügen der Cordillera Oriental und der Cordillera Occidental im andinen Trockenklima des Altiplano.
Der mittlere Jahresniederschlag beträgt etwa 330 mm und fällt zu 80 Prozent in den Monaten Dezember bis März (siehe Klimadiagramm). Die Jahresdurchschnittstemperatur liegt bei knapp +8 °C, die monatlichen Durchschnittswerte schwanken zwischen +4 °C im Juni/Juli und etwa +10 °C von November bis März.

## Bevölkerung
Die Einwohnerzahl hat zwischen 1992 und 2024 um ein Fünftel zugenommen:
| Jahr | Einwohner | Quelle       |
| ---- | --------- | ------------ |
| 1992 | 4900      | Volkszählung |
| 2001 | 5790      | Volkszählung |
| 2012 | 5502      | Volkszählung |
| 2024 | 5980      | Volkszählung |

Die Bevölkerungsdichte des Municipios bei der letzten Volkszählung 2024 betrug 6,9 Einwohner/km², der Anteil der städtischen Bevölkerung ist 0 Prozent. Die Lebenserwartung der Neugeborenen lag im Jahr 2001 bei 62,2 Jahren.
Der Alphabetisierungsgrad bei den über 19-Jährigen beträgt 79 Prozent, und zwar 92 Prozent bei Männern und 64 Prozent bei Frauen (2001).

## Politik
Ergebnis der Regionalwahlen (concejales del municipio) vom 4. April 2010:
| Wahl- berechtigte |  | Wahl- beteiligung | gültige Stimmen |  | MAS-IPSP | UN     | FPV   |
| ----------------- |  | ----------------- | --------------- |  | -------- | ------ | ----- |
| 2.816             |  | 2.594             | 1.775           |  | 1.314    | 380    | 81    |
|                   |  | 92,1 %            | 68,4 %          |  | 74,0 %   | 21,4 % | 4,6 % |

Ergebnis der Regionalwahlen (elecciones de autoridades políticas) vom 7. März 2021:
| Wahl- berechtigte |  | Wahl- beteiligung | gültige Stimmen |  | MAS-IPSP | MTS     | PP     | UN SOL PARA ORURO | BST    | UNICO  |
| ----------------- |  | ----------------- | --------------- |  | -------- | ------- | ------ | ----------------- | ------ | ------ |
| 3.041             |  | 2.600             | 2.150           |  | 1.358    | 229     | 165    | 124               | 124    | 55     |
|                   |  | 85,50 %           | 82,69 %         |  | 63,16 %  | 10,65 % | 7,67 % | 5,77 %            | 5,77 % | 2,56 % |

## Gliederung
Das Municipio Huayllamarca unterteilt sich in die folgenden acht Kantone (cantones):
- 04-1601-01 Kanton Huayllamarca – 31 Ortschaften – 1.838 Einwohner (Volkszählung 2012)
- 04-1601-02 Kanton Llanquera – 21 Ortschaften – 710 Einwohner
- 04-1601-03 Kanton San Miguel – 19 Ortschaften – 604 Einwohner
- 04-1601-04 Kanton Bella Vista – 11 Ortschaften – 511 Einwohner
- 04-1601-05 Kanton Belen de Choquecota – 7 Ortschaften – 352 Einwohner
- 04-1601-06 Kanton Chuquichambi – 10 Ortschaften – 758 Einwohner
- 04-1601-07 Kanton Chojnahuma – 19 Ortschaften – 315 Einwohner
- 04-1601-09 Kanton Puerto Nequeta – 13 Ortschaften – 414 Einwohner

## Ortschaften im Municipio Huayllamarca
- Kanton Huayllamarca
  - Huayllamarca 352 Einw.

- Kanton San Miguel
  - San Miguel 233 Einw.

- Kanton Belen de Choquecota
  - Belén de Choquecota 84 Einw.

- Kanton Chuquichambi
  - Chuquichambi 280 Einw.